# Kronobageriet, Stockholm

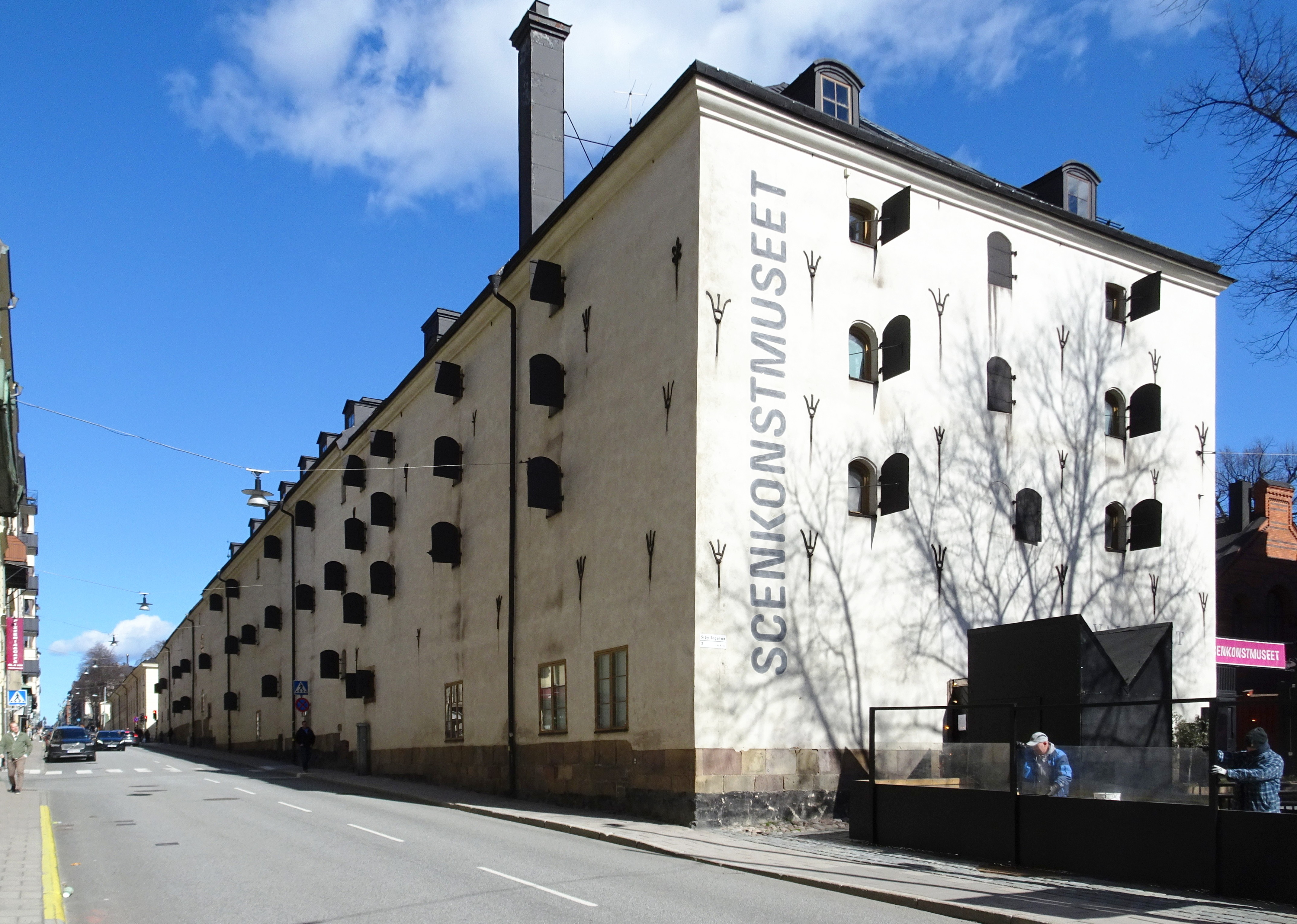
Före detta Kronobageriets byggnad sedd från söder längs med Sibyllegatan. Sedan 2017 plats för Scenkonstmuseet, april 2021.

Kronobageriet är en kulturhistoriskt värdefull byggnad i kvarteret Kusen vid Sibyllegatan 2 på Östermalm i Stockholm. Huset, vars äldsta delar troligen härrör från 1635, har en lång och händelserik byggnadshistoria och har genom seklerna också haft olika funktioner som bageri, vapenförråd, brännvinslager och gymnastiksal samt som museum. Under nästan hela tiden, från 1640-talet fram till 1958, har man bakat bröd för militären i Stockholm. Därmed är Kronobageriet Stockholms äldsta fortfarande existerande industribyggnad.
Fastigheten är skyddad som statligt byggnadsminne sedan 1935 och blåmärkt av Stadsmuseet i Stockholm, vilket innebär att bebyggelsen representerar ”synnerligen höga kulturhistoriska värden”. Sedan 1979 ligger Scenkonstmuseet (tidigare benämnt Musik- och teatermuseet) i byggnaden. Anläggningen ägs och förvaltas av Statens fastighetsverk.

## Historik

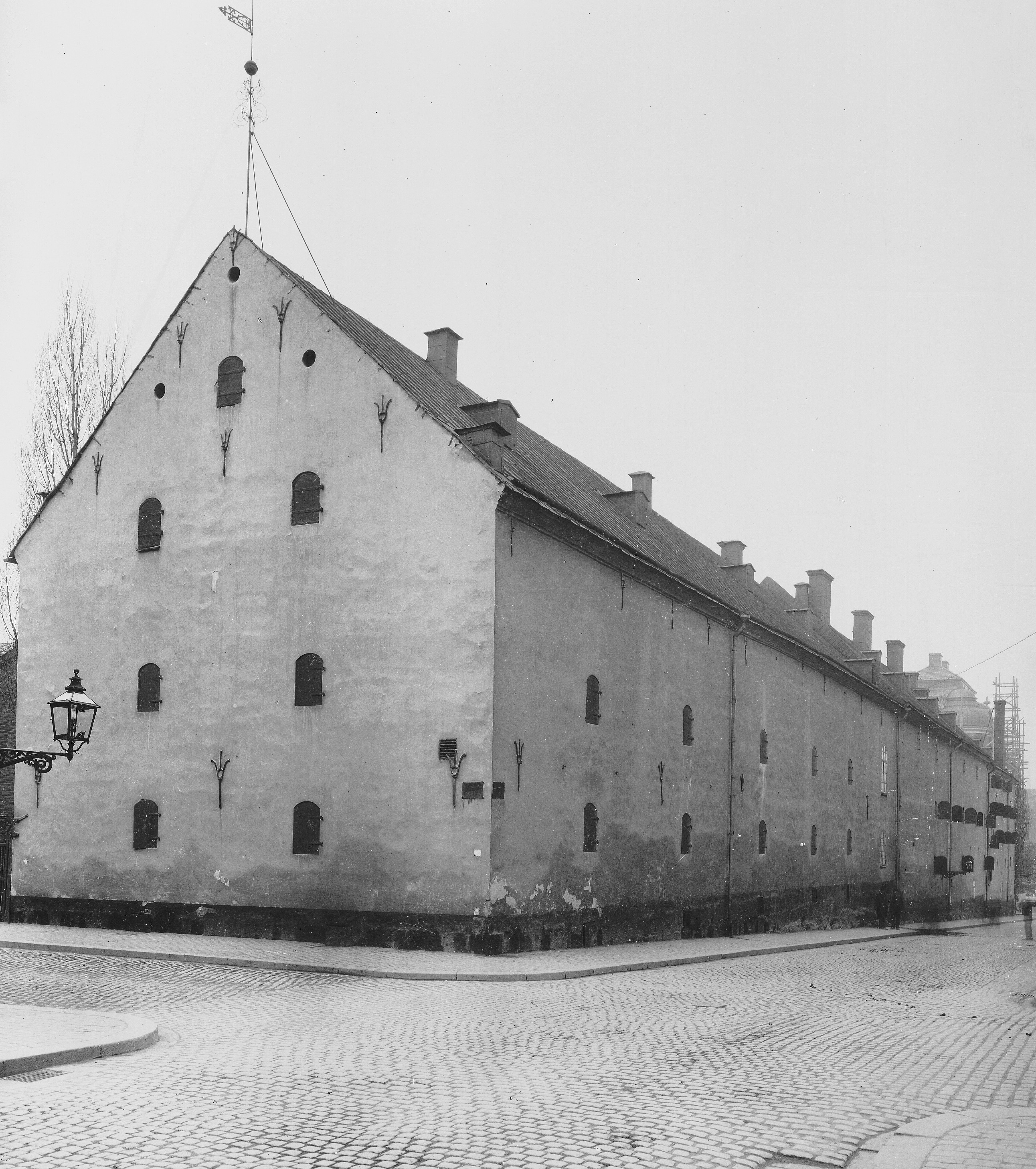
Byggnaden från norr, 1904.

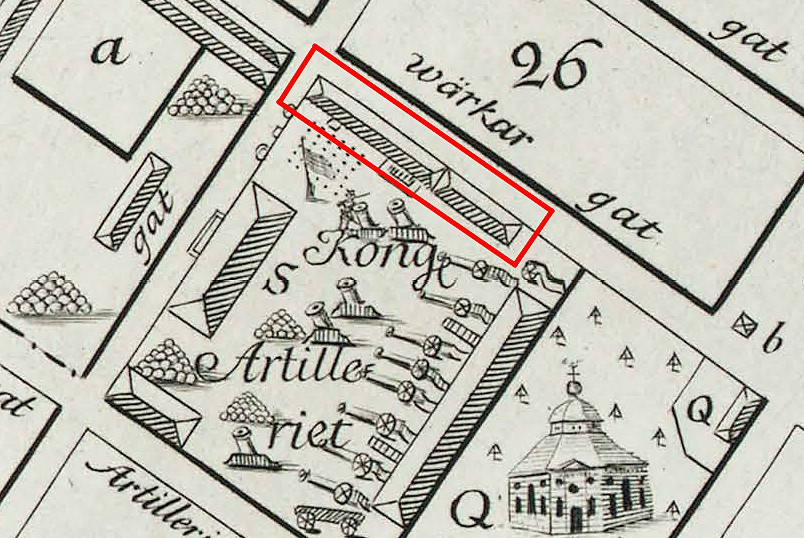
Byggnaden på Tillaei karta 1733.
Kartan är västorienterad

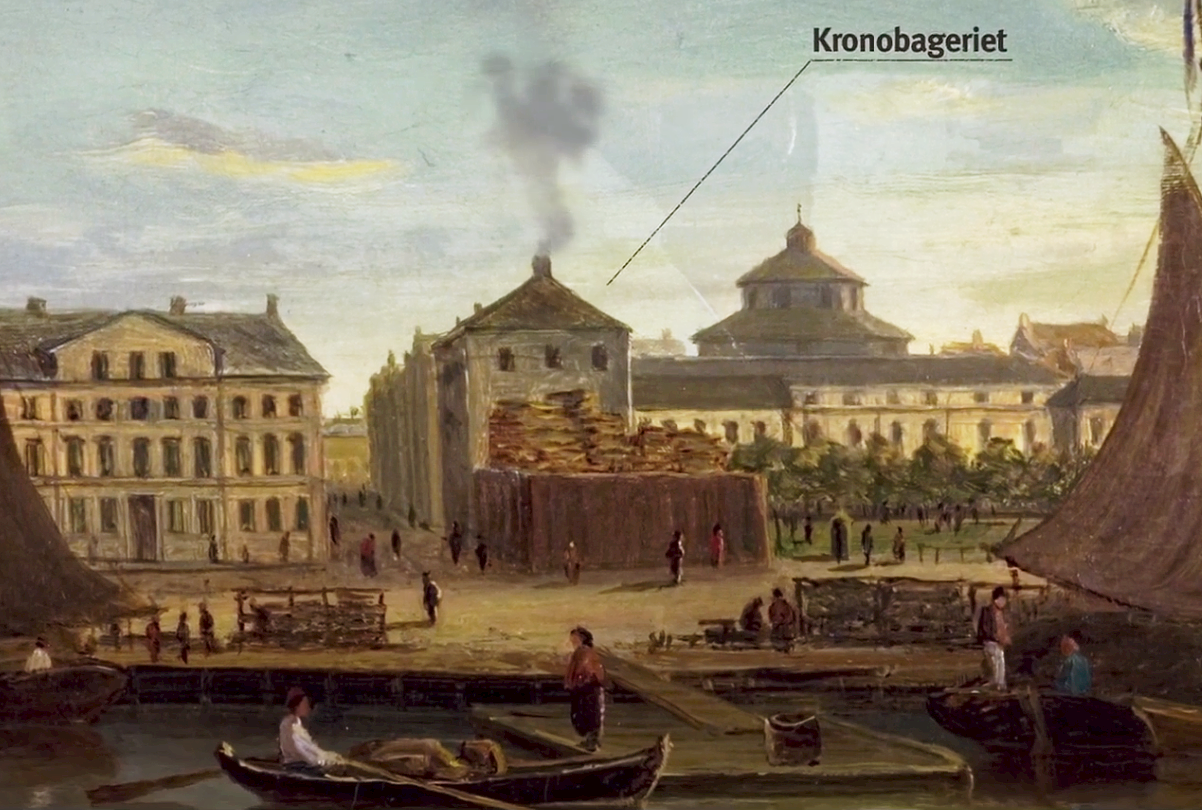
Ladugårdslands Strandgata med Kronobageriet, 1860-tal.

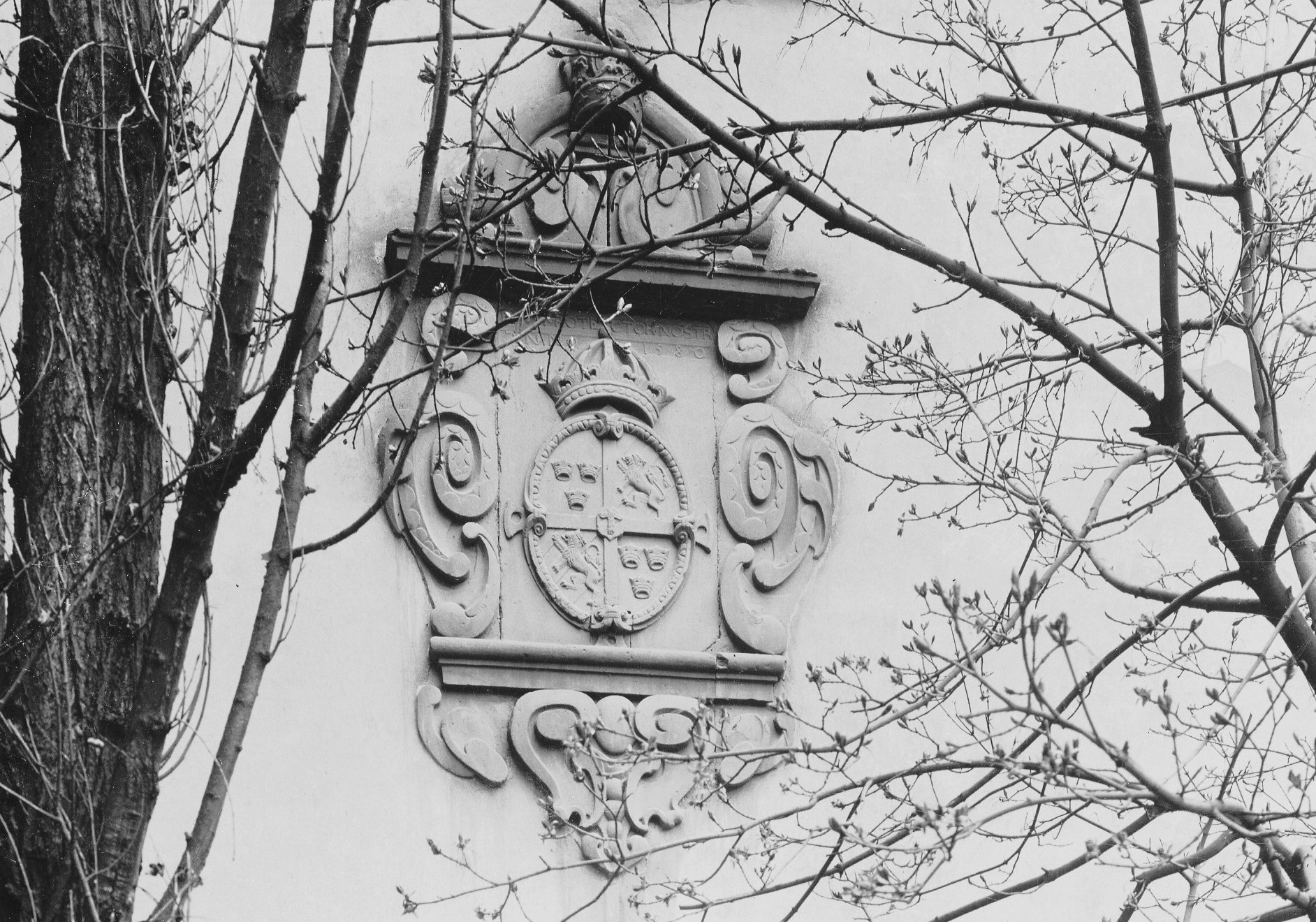
Johan III:s vapenkartusch med årtalet "1580" på trapphusets fasad.

Nuvarande byggnad består av tre byggnadskroppar från varsin byggnadsperiod. Byggnadernas ursprungliga användning var som ett kronobageri som skulle förse svenska flottan med bröd, men de kom med tiden att leverera bröd till alla regementen i Stockholm. Byggnaden står på platsen för en gammal kungsgård, vars mark under 1500-talet utnyttjades av flottan för olika industriella verksamheter såsom kanongjutning, bakning och repslagning. 
Byggnadens norra del har man tidigare trott vara från 1500-talets senare del på grund av en kartusch med riksvapnet och årtalet 1580 över ingången till byggnadens trapptorn. Nyare studier visar dock att de äldsta delarna av byggnaden är från 1635 eller 1638. Det faktum att husen följer gatu- och kvartersstrukturer som tillkom först på 1640-talet i samband med stadsplaneringen på Ladugårdslandet talar också för att de inte är äldre. Kartuschen kan ha flyttats hit från Stockholms slott efter Slottsbranden 1697. 
Enligt arkivuppgifter var den södra delen, som inretts med bakugnar, halvfärdig 1646 medan arbetet pågick ytterligare ett antal år tills de två husen var helt klara. Den norra delen hade funktion som förråd och provianthus medan den södra byggdes som bageri redan från början. Tomten mellan de båda byggnaderna förblev obebyggd i årtionden. På 1650-talet stod bara nio stenhus på Ladugårdslandet: ett av dem var Kronobageriet, resten var trähus.
1719 beslutades att Kronan skulle bygga en ny bageribyggnad mellan de två byggnaderna. Denna mellersta del uppfördes på 1720-talet av artillerimurmästaren Mathias Roos under överinseende av fortifikationskapten S.J. Grundel. De båda befintliga byggnaderna fick då ett enhetligt utseende. 
Den nya mellanbyggnaden uppfördes av murtegel från ett tegellager avsett för bygget av Stockholms slott. Tegel togs också från ett intilliggande hus, det gamla kronobryggeriet, som revs samtidigt. De äldre husens gavlar användes som den nya byggnadens gavlar, men kan ha påmurats som en förstärkning. Mellandelen försågs med nio stora bakugnar i bottenvåningen och magasinsvåningar däröver. Kronobageriet, som även kallades Stora Bageriet, var en för sin tid teknisk avancerad anläggning och försåg en garnison på närmare 30 000 man med dagligt bröd. Först i början av 1900-talet vidtogs moderniseringar av bageriet, som då sysselsatte upp till hundra personer.
År 1740 användes den norra delen som magasin för Stockholms slott. Huset var då i dålig kondition: vapen och ammunition hade vägt för mycket och valv, grundläggning och bjälklag hade tagit skada. På 1770-talet var man tvungen att riva den södra gaveln då den lutade. Den ursprungligen spetsiga 1600-talsgaveln murades inte upp igen, utan takavslutningen utformades valmat. Vid samma tid övertog Kungliga Bränneridirektionen den norra delen och använde den som spannmålsmagasin. 
År 1824 fanns ett förslag att bygga om Kronobageriet till kasern och verkstäder för Svea artilleriregemente som dock aldrig realiserades. Mellan 1848 och 1877 användes den norra delen som kök, matsal och gymnastiksal för Svea artilleriregemente. En omfattande ombyggnad torde ha skett innan regementet flyttade in. Ombyggnaden kan ha inneburit att antalet våningar minskade från tre till två för att ge plats åt gymnastiksalen. När regementet lämnade huset 1877 blev det åter förråd.
Fasaderna har renoverats i omgångar. 1781 var den södra delen sannolikt ännu rödfärgad medan de två norra delarna var avfärgade i gul kulör. År 1851 fick hela byggnaden en enhetlig färgsättning i gult och 1928 ersätts den släta putsen med en slamning efter förslag från Riksantikvarieämbetet. På den norra delen togs hörnkedjorna fram som varit dolda av den släta putsen. Fasaderna avfärgades då i ljust gult.

### Branden
Lördagen den 17 februari 1945 brann det i Kronobageriet. Branden började i ett hisschakt och verkade till en början vara begränsad, men snart konstaterades risk för spridning. Man tillkallade förstärkning och sammanlagd fanns omkring 12 brandbilar från Johannes, Östermalms och Kungsholmens brandstationer på plats. Den norra delen av byggnaden blev svårt skadad av elden. Brandmän fick riva upp taket för att komma åt brandhärden. För övrigt blev det övervägande rökskador i resten av huset. Ingen människa kom till skada men all inredning och allt mjöl och bröd som förvarades i lokalen totalförstördes. Det nedbrända partiet inrymde huvudsakligen livsmedelslager för kronan. Själva bagerilokalerna räddas. I den lokal som härjades värst av elden inrättades sedermera Musik- och teatermuseet sin konsertsal.

### Historiska bilder

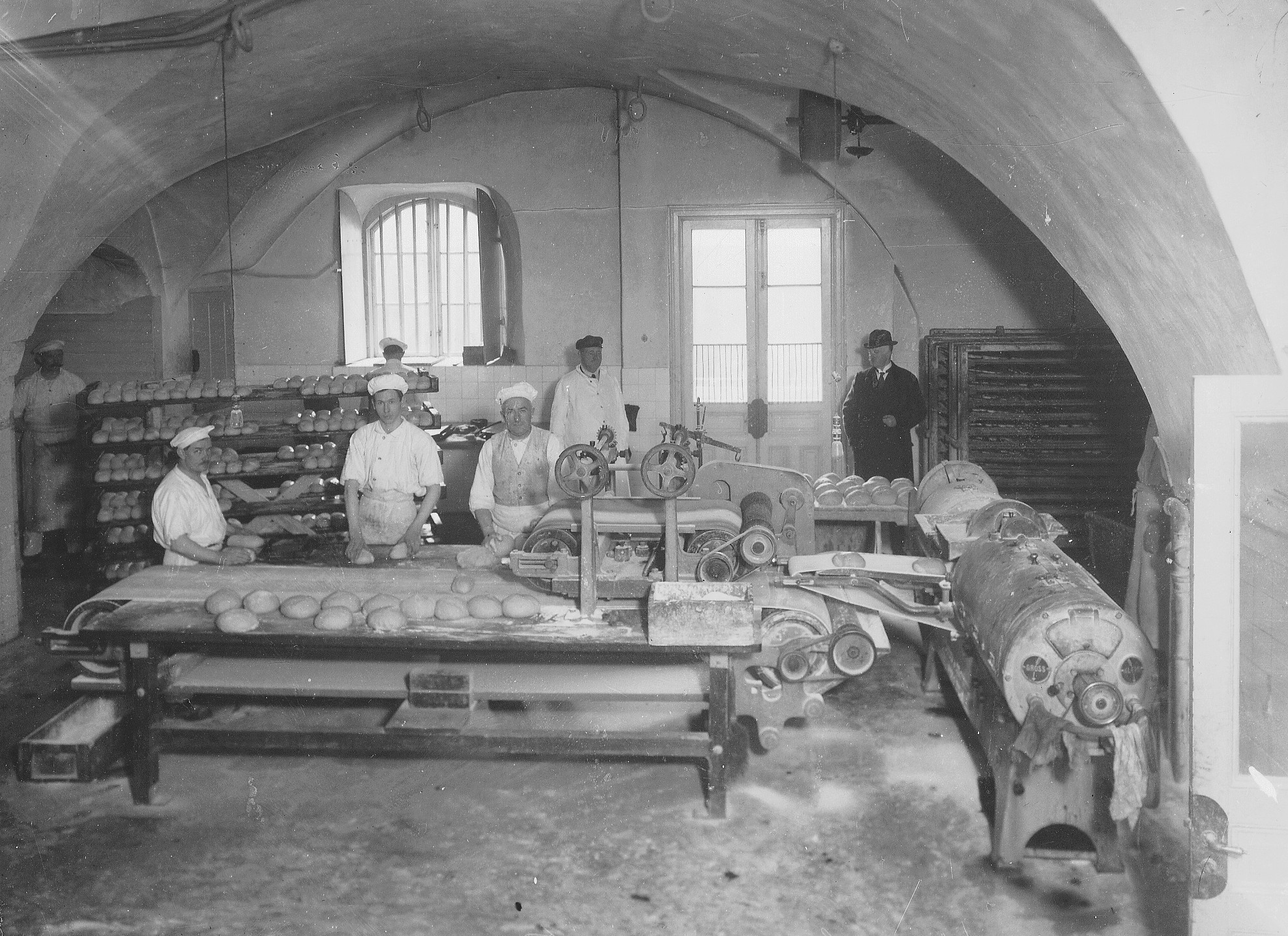
Interiör 1907.
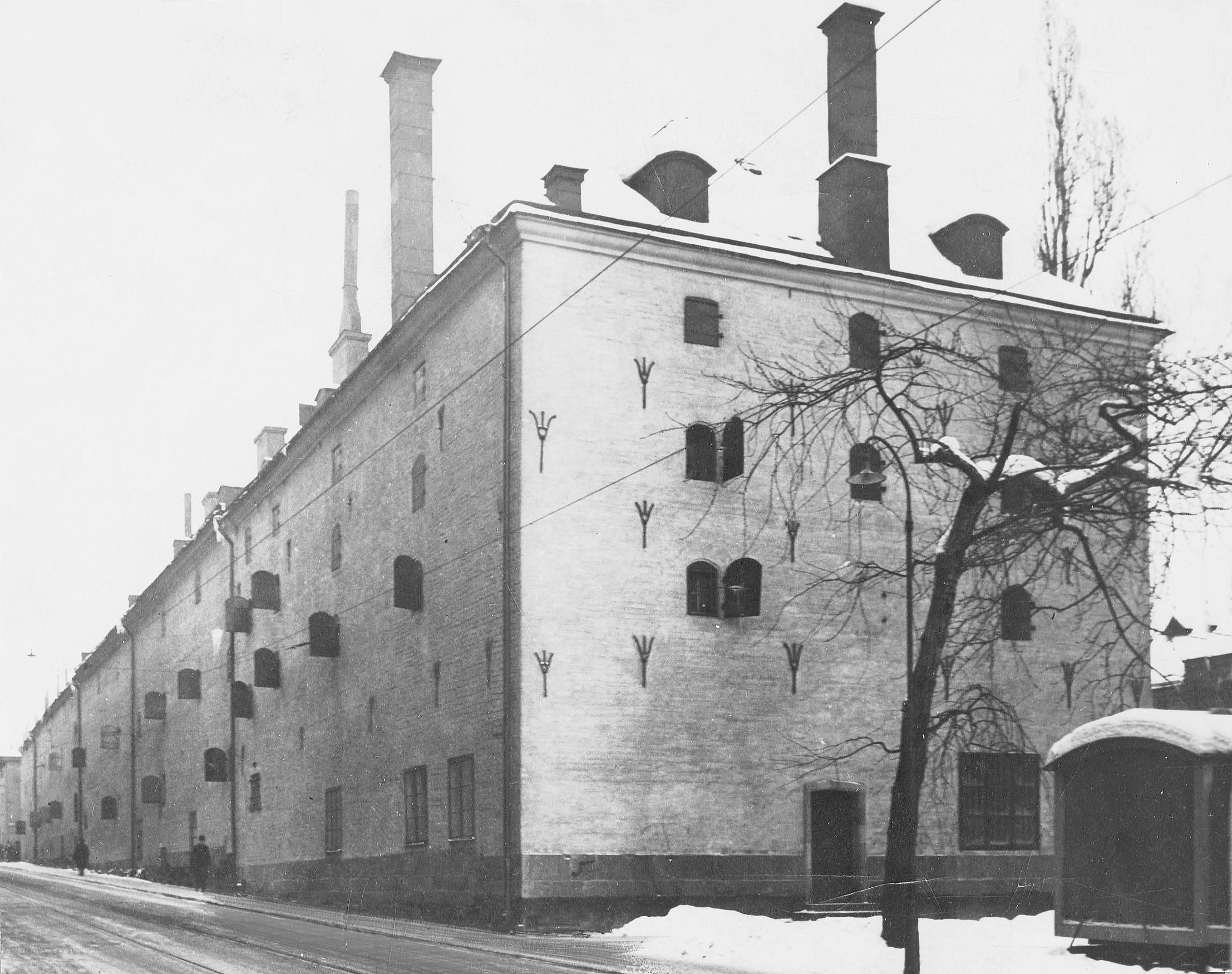
Fasad från söder 1930-tal.
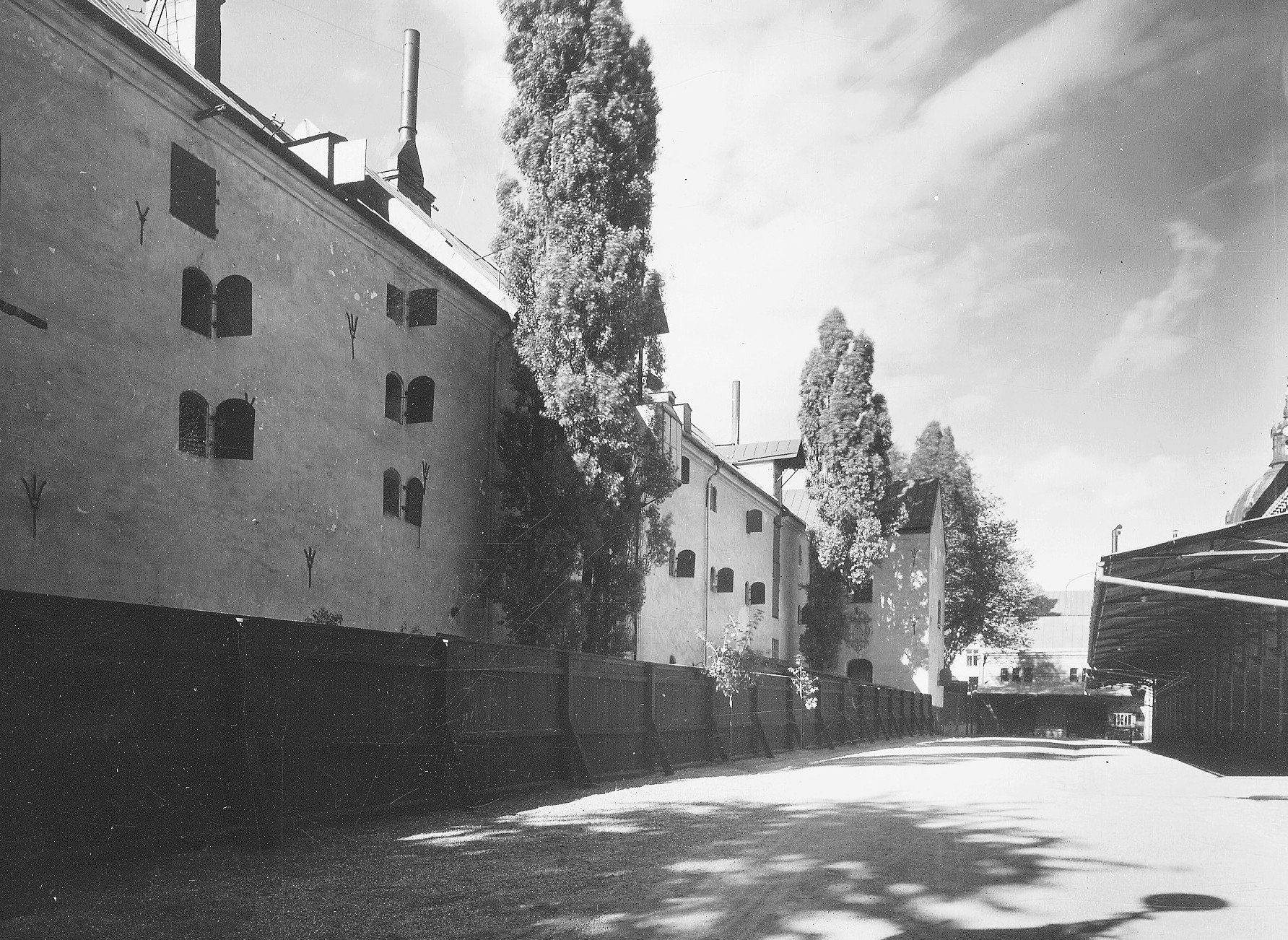
Gårdsfasaden 1928.
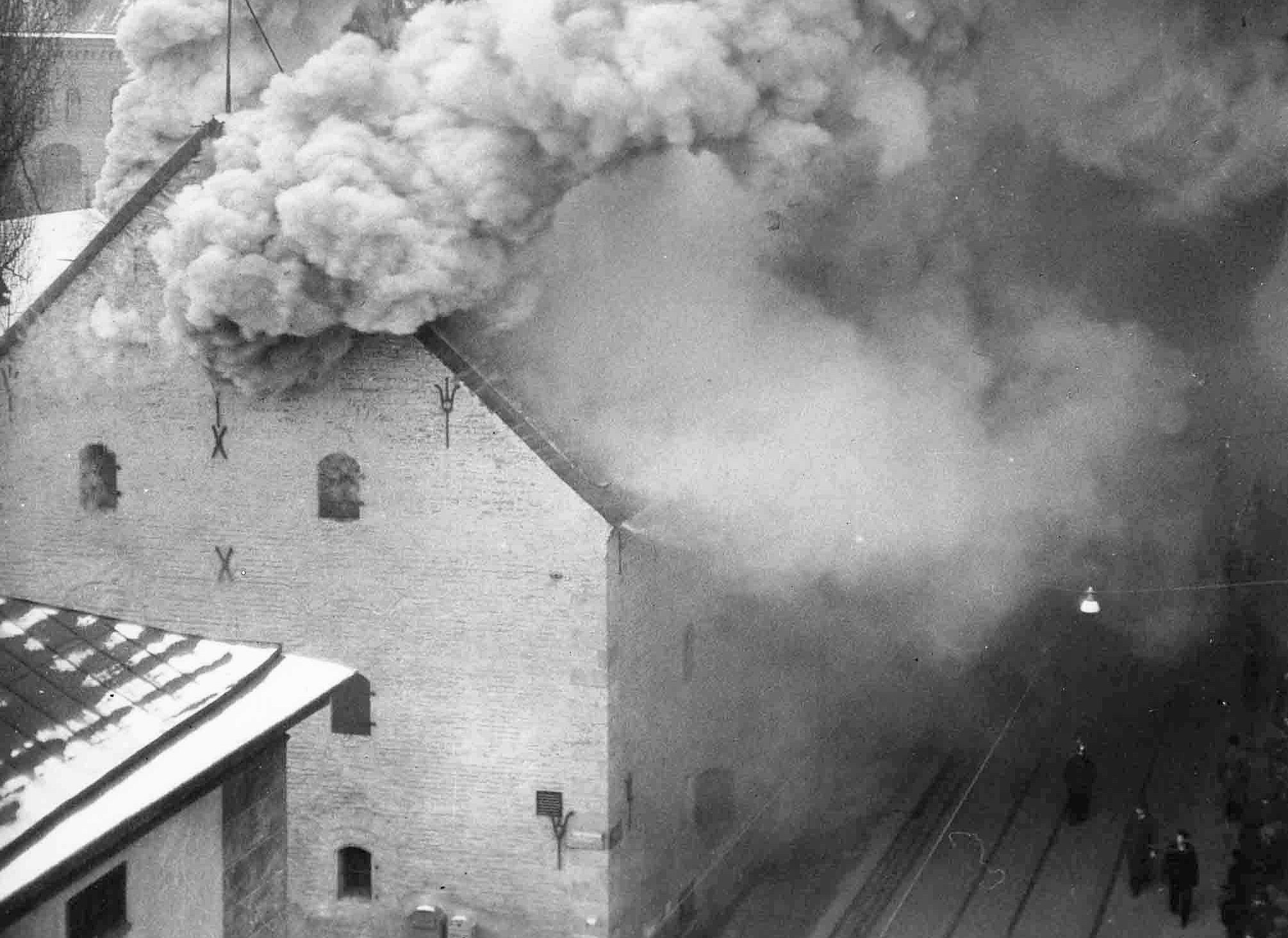
Branden februari 1945.
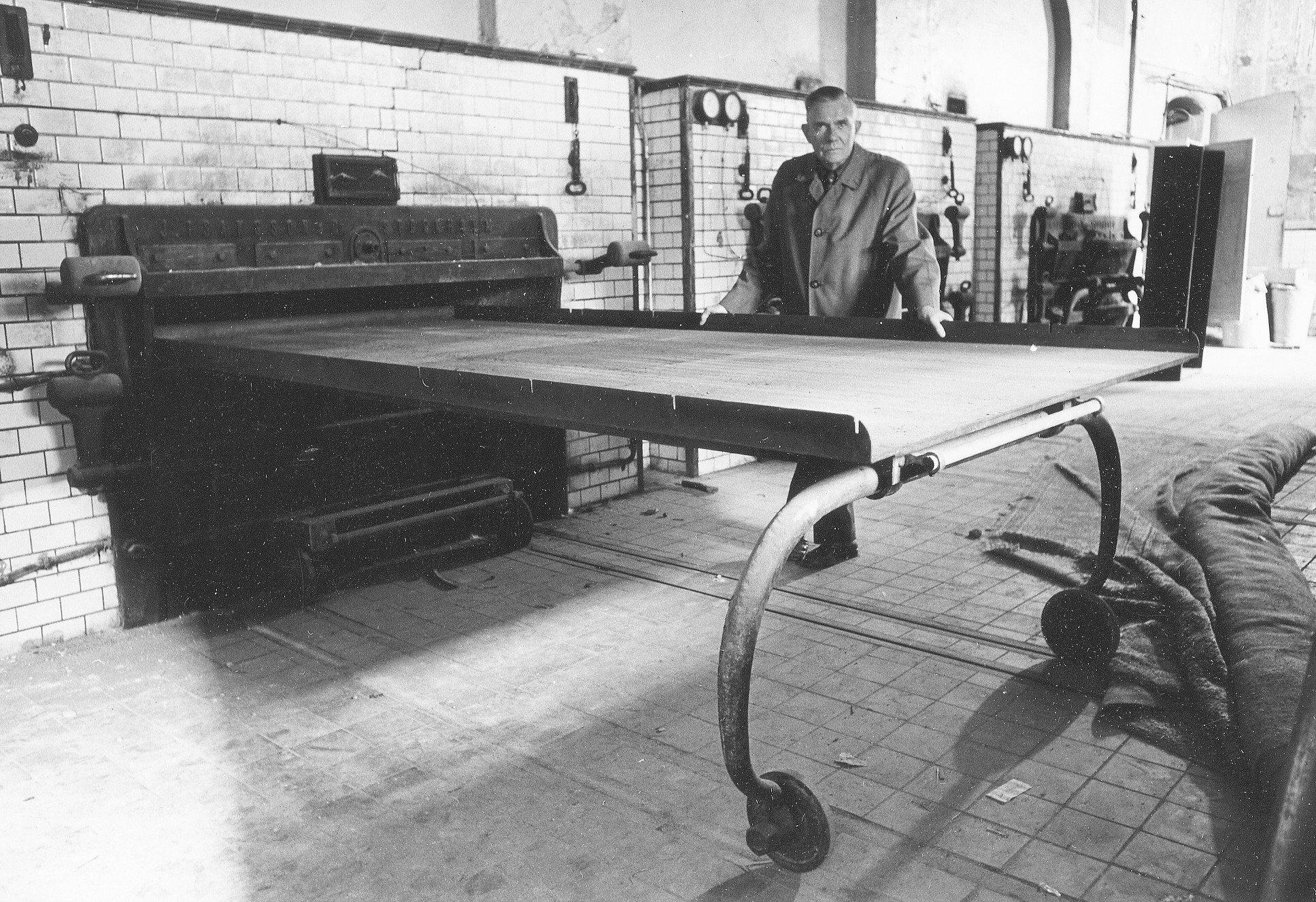
F.d. kronobagaren Sven Slagbrand i den tomma fabriken.

## Husets vidare öden
Bageriverksamheten upphörde 1958. Då hade man i huset bakat bröd i över 300 år. Interiören i den södra delen och den mellersta var fram till dess till stora delar intakt, förutom de ändringar som kontinuerligt skett för bageriverksamhetens modernisering. Vid årsskiftet 1960–1961 övergick huset från Fortifikationsverket till Byggnadsstyrelsen. Efter en intensiv bevarandedebatt byggdes huset 1975–1978 för Musik- och teatermuseet, som flyttade hit 1979. Arkitekt för ombyggnaden var Kjell Abramson. Interiört innebar ombyggnaden många förändringar, bland annat installerades en hiss mellan den mellersta och de norra byggnadsdelarna. Mellandelens takstolskonstruktioner från 1720 revs och ersattes med en gjuten betongkonstruktion för yttertak och mellanbjälklag. Även musikmuseets höga krav på lämpligt klimat för musikinstrumenten innebar betydande ingrepp i byggnaden för en adekvat ventilationsanläggning. 
Museet stängde för renovering 2014 och öppnade igen 2017 under sitt nuvarande namn Scenkonstmuseet med tillhörande Café Kavalleriet. För ombyggnaden svarade Erséus Arkitekter. Idag karaktäriseras den långsträckta byggnaden av slammade murar med ankarslutar och små oregelbundet placerade muröppningar med uppställa, svartmålade järnluckor. Den norra delen har ett utbyggt trapphus inåt gården med Johan III:s vapenkartusch samt inskriptionen Deus protector noster. Anno 1580 (latin för "Gud vår beskyddare").

### Nutida bilder

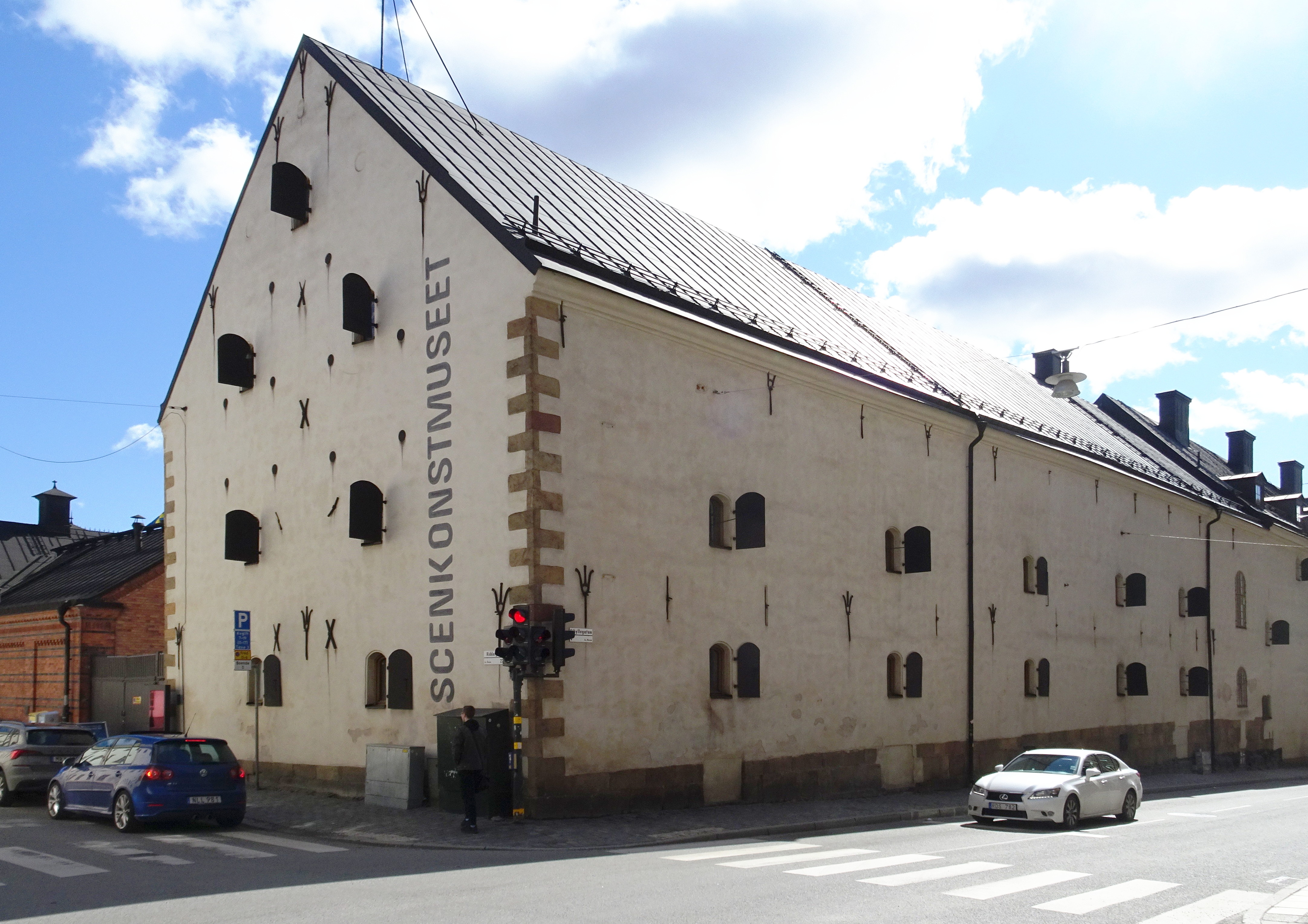
Fasad från norr.
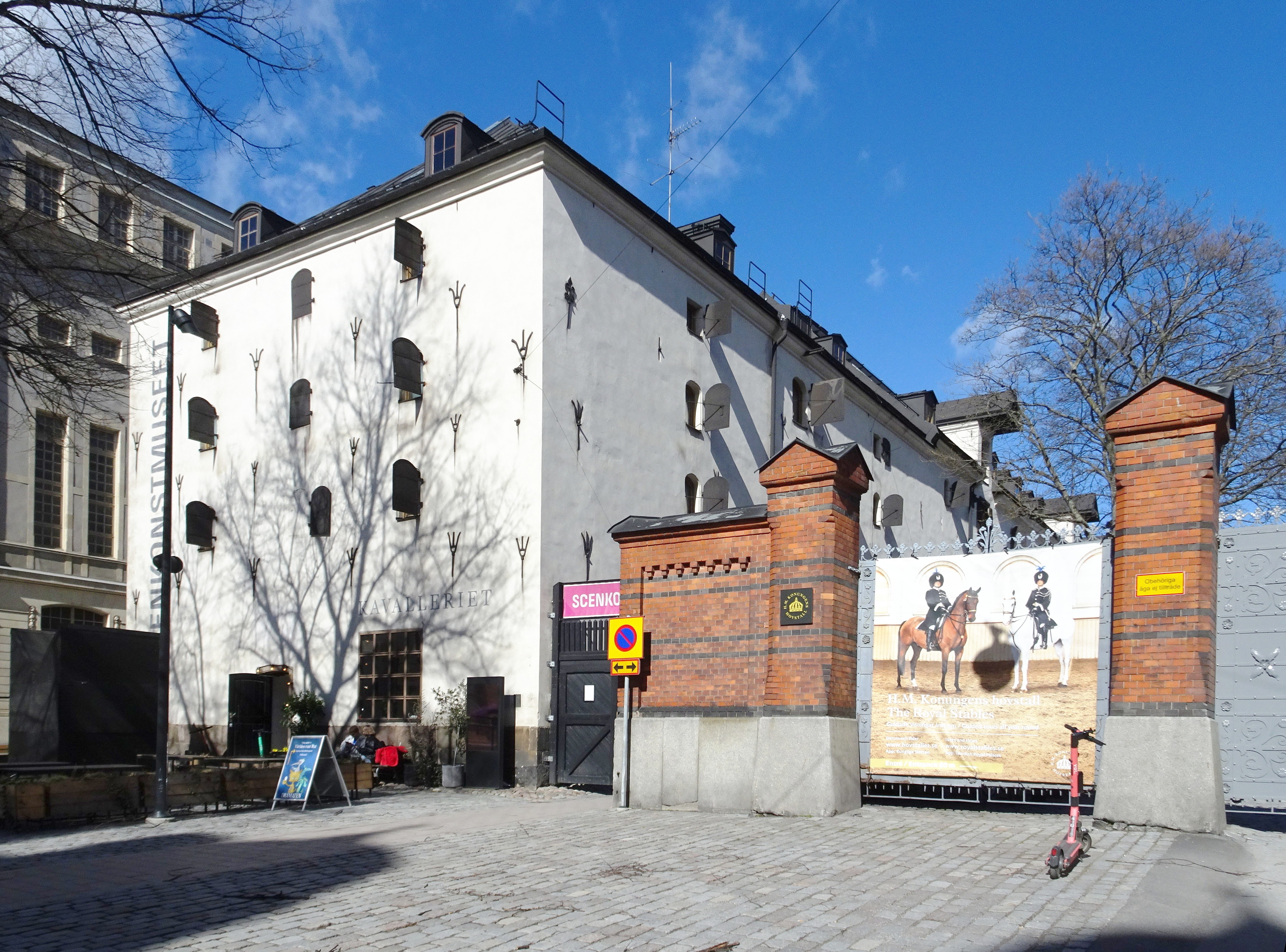
Byggnaden från sydost.
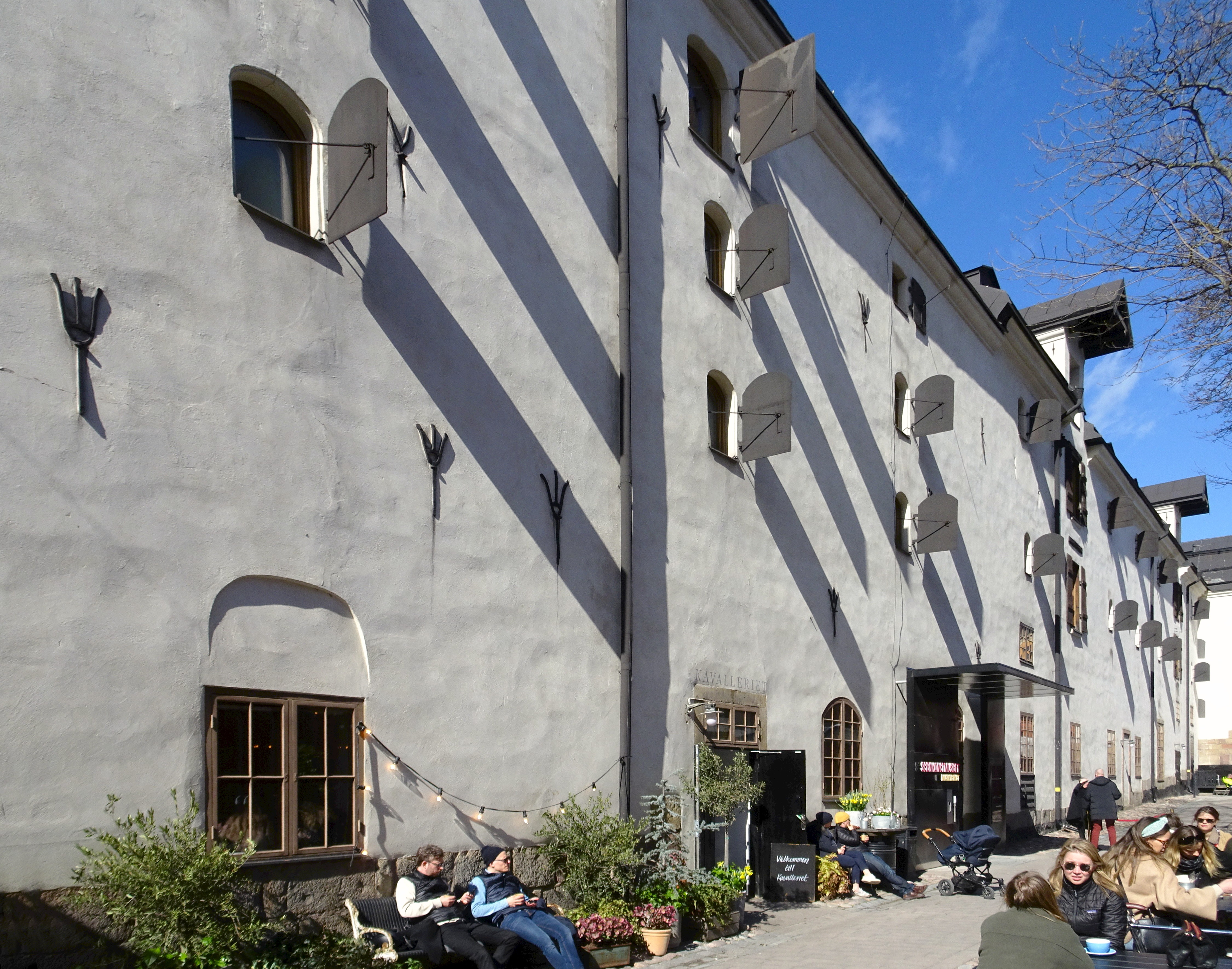
Gårdsfasaden.
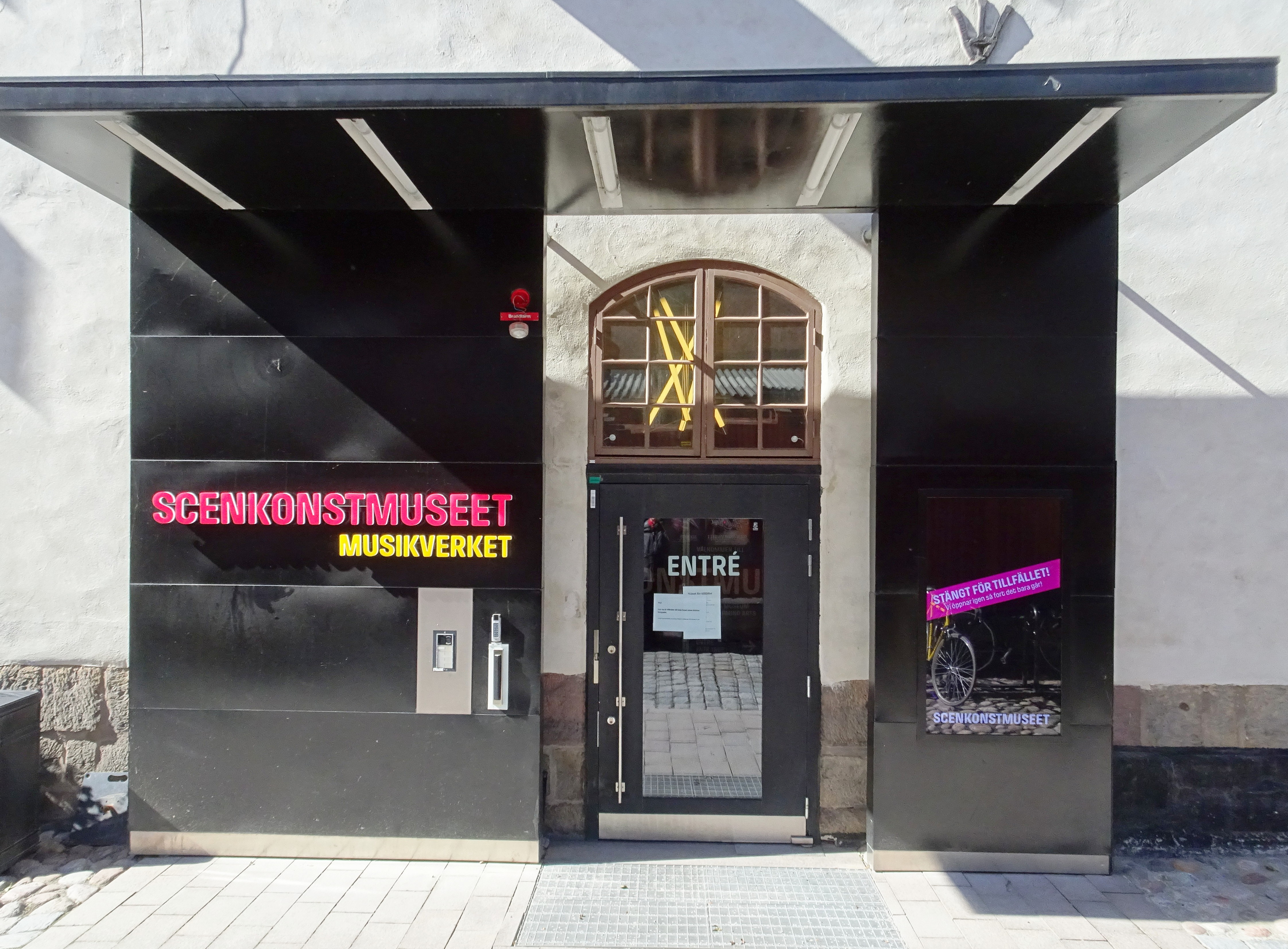
Entré till Scenkonstmuseet.
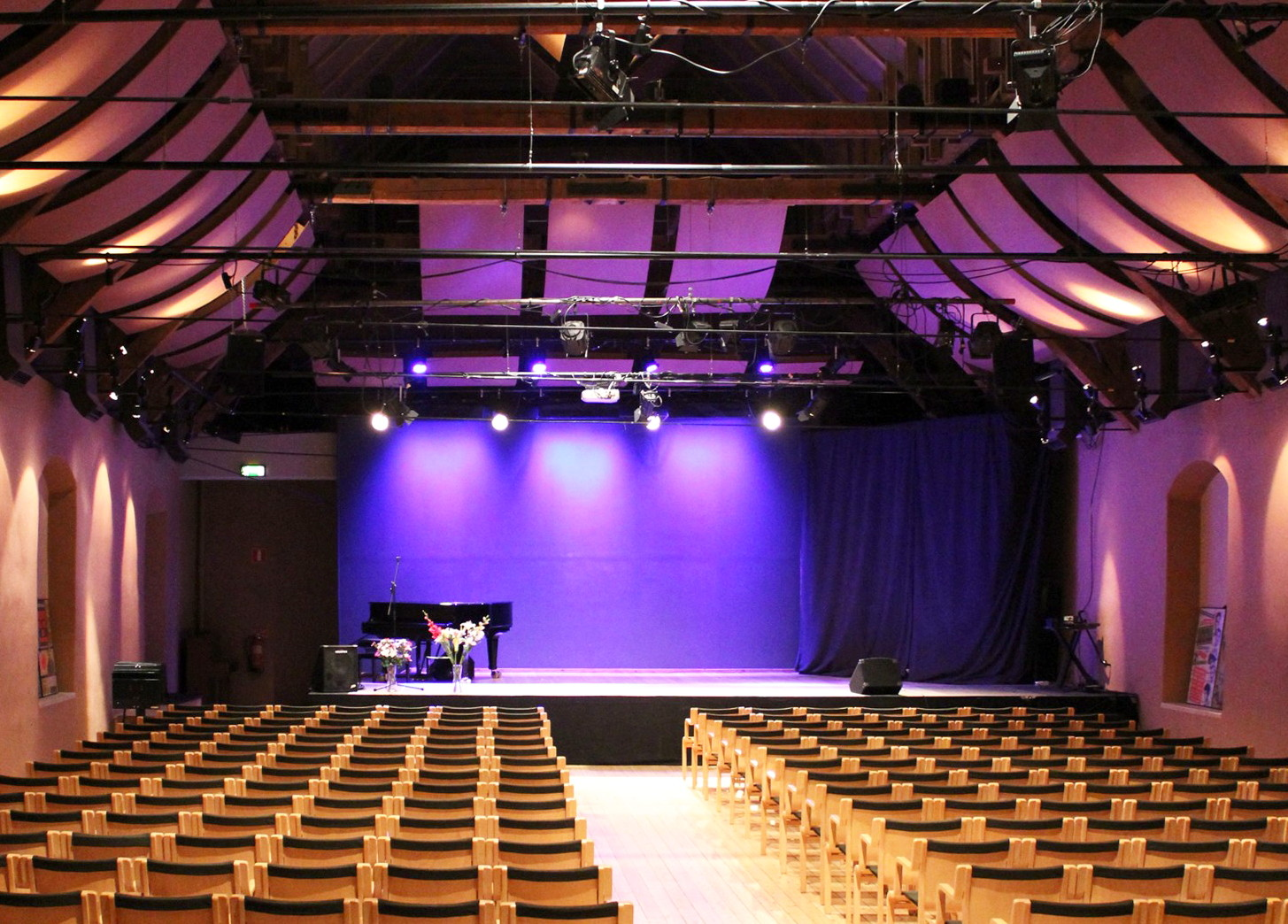
Musik- och teatermuseets konsertsal.